# Distrito de Locumba
El distrito de Locumba es uno de los tres que conforman la provincia de Jorge Basadre, ubicada en el departamento de Tacna en el Sur de Perú.

## Historia
El distrito fue creado mediante Decreto s/n del 27 de junio de 1855.
Locumba es la capital de la Provincia Jorge Basadre, que fue creada el 21 de abril de 1988, en el primer gobierno del Presidente Alan García Pérez. Es considerado como un santuario en honor al patrón que la población venera, "El Milagroso Señor de Locumba".

## Centros poblados
El distrito de Locumba cuenta con una población total de 2 159 habitantes con 1152 viviendas distribuidos en 37 centros poblados.
| Centro poblado | Categoría | Altitud (msnm) | Habitantes | Viviendas |
| -------------- | --------- | -------------- | ---------- | --------- |
| Locumba        | Pueblo    | 596            | 993        | 370       |
| Pampa Sitana   | Caserío   | 738            | 429        | 372       |
| Alto Camiara   | Anexo     | 576            | 107        | 40        |

## Atractivos turísticos
- Sitio arqueológico San Antonio, ubicado en la confluencia del río Cinto y el río Salado, sirvió de control entre las quebradas del valle, pertenece a la ocupación de las culturas Chiribaya y Tiwanaku. Tiene una extensión que sobrepasa las 24 ha. Es un lugar de edificaciones escalonadas de forma cuadrangular y rectangular. Se observa asimismo petroglifos en la parte alta, también es una necrópolis (túmulos funerarios, cistas de piedras pircadas y algunas con techos de palo con cañas). Con enterramientos de diversos niveles sociales acompañados con las mascotas de la época. Dentro de éstos destacan ejemplares de perros pastor con pelo que fueron descritos por el investigador Duccio Bonavia que documento su teoría a través de estudios con C14 determinándose una antigüedad de más de 5000 a.C. Declarado como Patrimonio Cultural de la Nación con Resolución Directoral Nacional N.º 634-INC del 20-ABR-2009.[2]

- Santuario del señor de Locumba, también llamada del Señor de los "Pies Quemados", a 559 msnm, de estilo moderno y consta de una nave lateral un una nave central con bóveda de medio cañón, la fachada principal se ubica hacia la plaza y la frontal hacia un costado. En esta iglesia se celebra la festividad del Señor de Locumba cada 14 de septiembre.[3]

## Autoridades

### Municipales
- 2019 - 2022[4]
  - Alcalde: Félix Fredy Morales Mamani, de Alianza para el Progreso.
  - Regidores:

  1. Abrahán Daniel Romaní Cutipa (Alianza para el Progreso)
  2. Francisco Juan Vizcarra Mamani (Alianza para el Progreso)
  3. Gladys Martha Pari De Ponce (Alianza para el Progreso)
  4. Santos Honorio Sardón Mamani (Alianza para el Progreso)
  5. Jhon Rolando Choque Benito (Partido Democrático Somos Perú)

## Festividades
- Junio: Aniversario distrital.
- Agosto: Reincorporación de Tacna al Perú.
- Septiembre: Señor de Locumba.